# 讓-保羅·博帝烏斯
讓-保羅·博帝烏斯（荷蘭語：Jean-Paul Boëtius；1994年3月22日—），荷蘭足球運動員，司職翼鋒。

## 俱樂部生涯
博帝烏斯是飛燕諾青訓出身的球員。在比賽中他的表現相當出色。在2012年10月的首次亮相中，他就取得了進球。
2017年1月31日，比甲球隊亨克從巴塞爾租來了蘇里南裔荷蘭國腳邊鋒博蒂烏斯，有買斷條款。

## 國家隊生涯
在2014年3月荷蘭對陣法國的友誼賽中，博帝烏斯首發出場完成了自己荷蘭國家隊的首秀。

## 外部連結
- 讓-保羅·博帝烏斯在 National-Football-Teams.com 上的出场纪录
- worldfootball.net：讓-保羅·博帝烏斯之統計數據 （英文）
- Profile season 2015/16 on the Swiss Football League homepage （页面存档备份，存于）